# Foodos
Els foodos són els membres d'un grup ètnic que tot i que en l'actualitat viuen al nord de Benín, provenen de l'actual Ghana. La seva llengua és el foodo i la seva confessió principal és l'islam. Els foodos formen part del grup de pobles guineans, el seu codi ètnic és NAB59a i el seu ID és 11223.

## Situació geogràfica, població i pobles veïns
El territori foodo en l'actualitat està situat a la zona de la ciutat de Semere, al municipi d'Ouaké, al departament de Donga de Benín, tot i que es creu que provenen del lloc de Salaga, a Ghana, país en el que encara hi queda una minoria de foodos. El 2006 hi havia 25.500 foodos (24.500 a Benín i 1.000 a Ghana) i segons el joshuaproject n'hi ha 40.000 (39.000 a Benín). La majoria dels foodos beninesos viuen a la ciutat de Semere, tot i que també n'hi ha que viuen a Gbao i Awotebi.
Segons el mapa lingüístic de Benín, el territori foodo està situat al sud del nord-oest de Benín, a la frontera amb Togo, a l'oest. Aquest fa frontera amb el territori dels lukpes al nord i est i amb el territori dels nago kures, al sud.

## Història
Els foodos són originaris de l'actual Ghana i van emigrar fins a la zona de Semere durant els últims 300 anys. Durant el segle xix van formar una aliança amb els tems, que també viuen a la zona de Semere.

## Economia
Els foodos són principalment agricultors. Els seus cultius principals són el nyam, el mill, el sorgo, el blat de moro i els cacauets. A més a més també tenen cabres, ovelles, pollastres i gallines. A banda del sector primari, també hi ha foodos que es dediquen al comerç i hi ha un nombre destacat d'ells que han assolit posicions d'influència en el govern i l'educació.

## Llengua
Els foodos parlen la llengua guang septentrional, foodo. Els foodos normalment parlen en tem quan ho fan amb forasters.

## Habitatge
Els foodos viuen en grups d'aldees. Els caps de les aldees aconsellen i fan de jutges per la gent del poble. Les cases estan fetes de blocs de tova amb palla o de ciment. Les cases tenen forma rectangular. Durant l'estació plujosa moltes cases cauen i s'han de refer.

## Família i matrimoni
Els foodos es casen normalment amb persones d'altres clans. Els matrimonis són arreglats per membres de la família però la parella pot decidir sobre l'assumpte. La majoria dels homes es casen als vint anys i les dones ho solen fer quan tenen pocs anys menys. Com que són islàmics, els homes poden tenir quatre dones.

## Religió
Segons el joshuaproject, la gran majoria dels foodos (99,98%) són musulmans i hi ha una minoria de cristians. D'aquests últims la meitat són catòlics i la meitat són protestants. Els foodos són sunnites, tot i que mantenen pràctiques tradicionals provinents de l'animisme, sobretot en secret.

## Festes
Durant els festivals, els foodos ballen, canten i toquen percussions. Els casaments i les cerimònies del primer nyam, que se celebren a l'agost, estan entre les festivitats més destacades. També celebren les festes islàmiques anuals, en les que els homes ballen la dansa "takai".